# Nina Olivette
Nina Olivette (8 de agosto de 1910 –  15 de febrero de 1971) fue una actriz y artista de vodevil estadounidense, a veces confundida con Betty Veronica.

## Biografía
Nacida en la ciudad de Nueva York, hija de Edgar Lachmann y Kazia Prajinska, en sus inicios actuó en el circuito de Broadway con obras como Hold Everything! y Captain Jinks. Como actriz cinematográfica actuó en filmes como Queen High, Why Sailors Leave Home, What a Night!, Kiss Me Sergeant y Not So Quiet on the Western Front.  En el ámbito televisivo fue artista invitada en The Phil Silvers Show en 1956.
Casada con Harry Stockwell, tuvo dos hijastros, los actores Guy Stockwell y Dean Stockwell. Harry Stockwell falleció el 19 de julio de 1984. La última aparición en público de Nina Olivette tuvo lugar en 1992, en la ceremonia en la que concedían a su hijastro Dean una estrella en el Paseo de la Fama de Hollywood. Nina Olivette falleció en 1971 en Nueva York, Nueva York. Tenía 63 años de edad.